# Walther PPS
La Walther PPS (Polizei-Pistole Schmal / Police Pistol Slim) è una pistola semiautomatica sviluppata dalla tedesca Carl Walther GmbH Sportwaffen di Ulm per usi civili e di polizia. È disponibile nei calibri 9 × 19 mm Parabellum, 9 × 21 mm IMI e .40 S&W. Presentata per la prima volta nel 2007 al IWA & OutdoorClassics; è similare alla Walther PPK per dimensioni e tecnicamente similare alla Walther P99. La PPS è costruita in Polonia dalla Fabryka Broni Radom su licenza Walther.

## Curiosità
- È l'arma di James Bond nel romanzo Carta bianca.